# Wolseley 14/60
La Wolseley 14/60 est une automobile qui fut produite par la marque anglaise Wolseley Motors, entre 1938 et 1948.
Présentée en 1938 dans la gamme Wolseley Série III, la 14/60 a été construite sur un empattement de 104¾ pouces (2,66 mètres), et est propulsée par un moteur six cylindres en ligne de 1818 cm³ à double carburateur développant 60 cv. Elle partagea le style de la Wolseley 12/48 introduite en 1937. La 14/60 était proposée en berline quatre portes, et un petit nombre de randonneuses "Redfern" fut également produit.
Après-guerre, la production reprit en 1945  et totalisa 5731 véhicules.
|  |

|  |  |

## Liens Externes
La Wolseley 14-60 sur le site des propriétaires